# Tour d'Italie 1978
La 61e édition du Tour d'Italie s'est élancée de Saint-Vincent le 7 mai 1978 et est arrivée à Milan le 28 mai. Longue de 3 612,5 km, l'épreuve est remportée par le Belge Johan De Muynck.

## Équipes participantes
| N.    | Code | Équipe                          |
| ----- | ---- | ------------------------------- |
| 1-10  | BIA  | Bianchi                         |
| 11-20 | FIO  | Fiorella                        |
| 21-30 | GIS  | Gis Gelati                      |
| 31-40 | ISB  | Ijsboerke-Gios                  |
| 41-50 | INT  | Intercontinentale Assicurazioni |
| 51-60 | MAG  | Magniflex-Torpado               |
| 61-70 | MEC  | Mecap-Selle Italia              |

| N.      | Code | Équipe               |
| ------- | ---- | -------------------- |
| 71-80   | SAN  | Sanson               |
| 81-90   | SCI  | Scic                 |
| 91-100  | INO  | Selle Royal-Inoxpran |
| 101-110 | TEK  | Teka                 |
| 111-120 | VIB  | Vibor                |
| 121-130 | ZON  | Zonca                |

## Classement général
| Classement général final |                   |
| --- | ----------------- |
| \| 1. Johan De Muynck \| 101 h 31 min 22 s \| \| 2. Gianbattista Baronchelli \| à 59 s \| \| 3. Francesco Moser \| à 2 min 19 s \| \| 4. Wladimiro Panizza \| à 7 min 57 s \| \| 5. Giuseppe Saronni \| à 8 min 19 s \| \| 6. Ronny De Witte \| à 8 min 24 s \| \| 7. Alfio Vandi \| à 9 min 04 s \| \| 8. Claudio Bortolotto \| à 9 min 25 s \| \| 9. Bernt Johansson \| à 12 min 36 s \| \| 10. Ueli Sutter \| à 12 min 38 s \| \| 130 partants, 90 classés \| \| |                   |
| 1. Johan De Muynck | 101 h 31 min 22 s |
| 2. Gianbattista Baronchelli | à 59 s            |
| 3. Francesco Moser | à 2 min 19 s      |
| 4. Wladimiro Panizza | à 7 min 57 s      |
| 5. Giuseppe Saronni | à 8 min 19 s      |
| 6. Ronny De Witte | à 8 min 24 s      |
| 7. Alfio Vandi | à 9 min 04 s      |
| 8. Claudio Bortolotto | à 9 min 25 s      |
| 9. Bernt Johansson | à 12 min 36 s     |
| 10. Ueli Sutter | à 12 min 38 s     |
| 130 partants, 90 classés |                   |

## Étapes
| Étape      | Date   | Villes étapes                  | km         | Vainqueur d'étape        | Leader du classement général |
| Prologue   | 7 mai  | Saint-Vincent                  | 2 (CLM)    | Dietrich Thurau          | non attribué                 |
| 1re étape  | 8 mai  | Saint-Vincent – Novi Ligure    | 175        | Rik Van Linden           | Rik Van Linden               |
| 2e étape   | 9 mai  | Novi Ligure - La Spezia        | 195        | Giuseppe Saronni         | Rik Van Linden               |
| 3e étape   | 10 mai | La Spezia - Cascina            | 183        | Johan De Muynck          | Johan De Muynck              |
| 4e étape   | 11 mai | Larciano - Pistoia             | 25 (CLM)   | Dietrich Thurau          | Johan De Muynck              |
| 5e étape   | 12 mai | Prato - Cattolica              | 200        | Rik Van Linden           | Johan De Muynck              |
| 6e étape   | 13 mai | Cattolica - Silvi Marina       | 218        | Rik Van Linden           | Johan De Muynck              |
| 7e étape   | 14 mai | Silvi Marina - Benevento       | 237        | Giuseppe Saronni         | Johan De Muynck              |
| 8e étape   | 15 mai | Benevento - Ravello            | 175        | Giuseppe Saronni         | Johan De Muynck              |
| 9e étape   | 16 mai | Amalfi - Latina                | 248        | Enrico Paolini           | Johan De Muynck              |
| 10e étape  | 17 mai | Latina - Piediluco             | 220        | Giuseppe Martinelli      | Johan De Muynck              |
| 11ea étape | 18 mai | Terni - Assisi                 | 74         | Bruno Zanoni             | Johan De Muynck              |
| 11eb étape | 18 mai | Assisi - Sienne                | 145        | Francesco Moser          | Johan De Muynck              |
| 12e étape  | 19 mai | Poggibonsi - Passo del Trebbio | 204        | Giancarlo Bellini        | Johan De Muynck              |
| 13e étape  | 20 mai | Modigliana - Padoue            | 183        | Francesco Moser          | Johan De Muynck              |
| 14e étape  | 21 mai | Venise – Venise                | 12 (CLM)   | Francesco Moser          | Johan De Muynck              |
| 15e étape  | 23 mai | Trévise - Canazei              | 220        | Gianbattista Baronchelli | Johan De Muynck              |
| 16e étape  | 24 mai | Mazzin - Cavalese              | 45,5 (CLM) | Francesco Moser          | Johan De Muynck              |
| 17e étape  | 25 mai | Cavalese - Monte Bondone       | 205        | Wladimiro Panizza        | Johan De Muynck              |
| 18e étape  | 26 mai | Mezzolombardo - Sarezzo        | 245        | Giuseppe Perletto        | Johan De Muynck              |
| 19e étape  | 27 mai | Brescia - Inverigo             | 175        | Vittorio Algeri          | Johan De Muynck              |
| 20e étape  | 28 mai | Inverigo - Milan               | 226        | Paolo Rosola             | Johan De Muynck              |

## Classements annexes
|                           |                          |                   |  |
| Classement par points     | Francesco Moser          | 231 points        |  |
| Deuxième                  | Giuseppe Saronni         | 201 points        |  |
| Troisième                 | Gianbattista Baronchelli | 134 points        |  |
| Classement de la montagne | Ueli Sutter              | 830 points        |  |
| Deuxième                  | Gianbattista Baronchelli | 520 points        |  |
| Troisième                 | Claudio Bortolotto       | 345 points        |  |
|                           | Pedro Torres             | 345 points        |  |
| Classement des jeunes     | Roberto Visentini        | 101 h 50 min 17 s |  |
| Deuxième                  | Giancarlo Casiraghi      | -                 |  |
| Troisième                 | Ennio Vanotti            | -                 |  |
| Classement par équipes    | Bianchi                  | 26 120 points     |  |
| Deuxième                  | Sanson                   | 15 048 points     |  |
| Troisième                 | Scic                     | 14 705 points     |  |

## Liste des coureurs
| Bianchi Faema | Fiorella Citroen | Gis Gelati |
| - 1 Felice Gimondi (Ita) 11e - 2 Giovanni Cavalcanti (Ita) 52e - 3 Johan De Muynck (Bel) 1e - 4 Knut Knudsen (Nor) ab - 5 Valerio Lualdi (Ita) 19e - 6 Sergio Parsani (Ita) 73e - 7 Giacinto Santambrogio (Ita) 56e - 8 Glauco Santoni (Ita) 29e - 9 Willy Singer (All) 80e - 10 Rik Van Linden (Bel) ab                  | - 11 Carmelo Barone (Ita) 32e - 12 Giovanni Battaglin (Ita) ab - 13 Aldo Donadello (Ita) 33e - 14 Josef Fuchs (Sui) ab - 15 Bernt Johansson (Sue) 9e - 16 Riccardo Magrini (Ita) ab - 17 Luciano Rossignoli (Ita) 72e - 18 Mauro Simonetti (Ita) ab - 19 Dorino Vanzo (Ita) 22e - 20 Gianluigi Zuanel (Ita) 71e                          | - 21 Franco Bitossi (Ita) ab - 22 Marino Basso (Ita) ab - 23 Leonardo Bevilacqua (Ita) ab - 24 Bruce Biddle (Nzl) 34e - 25 Silvano Cervato (Ita) 67e - 26 Walter Santeroni (Ita) ab - 27 Antonio D'Alonzo (Ita) ab - 28 Lucio Di Federico (Ita) 58e - 29 Piero Falorni (Ita) 86e - 30 Gabriele Landoni (Ita) 47e                |
| Ijsboerke Gios | Intercontinentale | Magniflex Torpado |
| - 31 Dietrich Thurau (All) ab - 32 Bert Pronk (Hol) ab - 33 Walter Godefroot (Bel) ab - 34 Ludo Delcroix (Bel) ab - 35 Ludo Peeters (Bel) ab - 36 Rudy Pevenage (Bel) ab - 37 Eric Van De Wiele (Bel) ab - 38 Guido Van Sweevelt (Bel) ab - 39 Jos Jacobs (Bel) ab - 40 Alfons De Bal (Bel) ab                            | - 41 Vittorio Algeri (Ita) 49e - 42 Pietro Algeri (Ita) 90e - 43 Marino Amadori (Ita) 38e - 44 Alessandro Bettoni (Ita) ab - 45 Giancarlo Casiraghi (Ita) 24e - 46 Stefano D'Arcangelo (Ita) 45e - 47 Walter Dusi (Ita) 48e - 48 Fiorenzo Favero (Ita) 77e - 49 Ettore Manenti (Ita) ab - 50 Paolo Rosola (Ita) 82e                      | - 51 Alfio Vandi (Ita) 7e - 52 Giuseppe Martinelli (Ita) 31e - 53 Giuseppe Perletto (Ita) 20e - 54 Ottavio Crepaldi (Ita) 17e - 55 Vito Da Ros (Ita) ab - 56 Giuseppe Fatato (Ita) 78e - 57 Ruggero Gialdini (Ita) 41e - 58 Armando Lora (Ita) 37e - 59 Giancarlo Tartoni (Ita) 62e - 60 Jean-Claude Fabbri (Ita) ab            |
| Mecap Selle Italia | Sanson Campagnolo | Scic Bottecchia |
| - 61 Roberto Ceruti (Ita) ab - 62 Alvaro Crespi (Ita) 42e - 63 Vincenzo De Caro (Ita) 35e - 64 Mario Fraccaro (Ita) 88e - 65 Luciano Loro (Ita) 18e - 66 Dino Porrini (Ita) ab - 67 Giuseppe Rodella (Ita) ab - 68 Angelo Tosoni (Ita) 65e - 69 Bruno Zanoni (Ita) 59e - 70 Sergio Santimaria (Ita) 84e                   | - 71 Francesco Moser (Ita) 3e - 72 Roger De Vlaeminck (Bel) ab - 73 Claudio Bortolotto (Ita) 8e - 74 Willy De Geest (Bel) 50e - 75 Ronald De Witte (Bel) 6e - 76 Phil Edwards (Gbr) 69e - 77 Fabrizio Fabbri (Ita) 26e - 78 Simone Fraccaro (Ita) 23e - 79 Palmiro Masciarelli (Ita) 55e - 80 Attilio Rota (Ita) 54e                     | - 81 Gianbattista Baronchelli (Ita) 2e - 82 Gaetano Baronchelli (Ita) 81e - 83 Giuseppe Saronni (Ita) 5e - 84 Enrico Paolini (Ita) 68e - 85 Roy Schuiten (Hol) 44e - 86 Osvaldo Bettoni (Ita) 75e - 87 Walter Riccomi (Ita) 21e - 88 Arnaldo Caverzasi (Ita) 64e - 89 Luciano Conati (Ita) 46e - 90 Walter Polini (Ita 79e)     |
| Selle Royal Inoxpran | Teka | Vibor |
| - 91 Fausto Bertoglio (Ita) 14e - 92 Alessio Antonini (Ita) 40e - 93 Alfredo Chinetti (Ita) 13e - 94 Hans-Peter Jakst (All) 83e - 95 Luca Olivetto (Ita) ab - 96 Marcello Osler (Ita) ab - 97 Aldo Parecchini (Ita) ab - 98 Pasquale Pugliese (Ita) 53e - 99 Bruno Vicino (Ita) 89e - 100 Carlo Zoni (Ita) 39e            | - 101 Miguel María Lasa (Esp) ab - 102 Pedro Torres (Esp) 16e - 103 Jürgen Kraft (All) 51e - 104 Pedro Vilardebo (Esp) 76e - 105 Fernando Cabrero (Esp) ab - 106 Francisco-Javier Cedena (Esp) ab - 107 Miguel Guttierez Mayor (Esp) ab - 108 Paulino Martínez (Esp) 66e - 109 Pedro Larrinaga (Esp) ab - 110 Antonio Menéndez (Esp) 87e | - 111 Davide Boifava (Ita) 74e - 112 Luciano Borgognoni (Ita) 57e - 113 Corrado Donadio (Ita) 70e - 114 Gianfranco Foresti (Ita) 85e - 115 Renato Laghi (Ita) 43e - 116 Flavio Miozzo (Ita) ab - 117 Gabriele Mugnaini (Ita) ab - 118 Wladimiro Panizza (Ita) 4e - 119 Remo Rocchia (Ita) 61e - 120 Roberto Visentini (Ita) 15e |
| Zonac | | |
| - 121 Roberto Poggiali (Ita) 36e - 122 Claudio Corti (Ita) 30e - 123 Giancarlo Bellini (Ita) 12e - 124 Pierino Gavazzi (Ita) 63e - 125 Ueli Sutter (Sui) 10e - 126 Claudio Torelli (Ita) ab - 127 Leonardo Mazzantini (Ita) 28e - 128 Piero Spinelli (Ita) 60e - 129 Ennio Vanotti (Ita) 27e - 130 Bruno Wolfer (Sui) 25e | | |